# Agustín Almendra
Agustín Ezequiel Almendra (San Francisco Solano, 11 febbraio 2000) è un calciatore argentino, centrocampista del Racing Club.

## Caratteristiche tecniche
È un centrocampista centrale che gioca da regista ma può essere impiegato da mezzala o trequartista. Dispone di buona tecnica, oltre a essere forte fisicamente e nel gioco aereo.
Viene indicato come uno dei possibili eredi di Juan Román Riquelme.

## Carriera

### Club
Cresciuto nelle giovanili del Boca Juniors, ha esordito in prima squadra il 16 aprile 2018 in occasione del match di campionato perso 1-0 contro l'Independiente.
Nel 2019 è stato molto vicino a diventare un nuovo giocatore del Napoli per una cifra pari a 20 milioni di euro..
La prima rete tra i professionisti la realizza il 2 Marzo 2019,in occasione del match vinto in trasferta per 3-1 contro l’Unión (SF)..
Nel 2020 a causa di problemi familiari e personali smette di allenarsi e pensa seriamente di lasciare il club e addirittura di lasciare il calcio giocato a soli 20 anni..Con l’aiuto della nuova dirigenza capitanata da Juan Roman Riquelme ritorna ad allenarsi e si afferma in poco tempo come titolare e giocatore importante per la squadra,fornendo ottime prestazioni..
Il 9 Ottobre 2021 disputa una delle migliori partite con la maglia del club,in occasione della vittoria per 4-2 contro il Lanús realizzando un gran gol dalla distanza..Pochi giorni dopo si ripete,mostrando tutte le sue qualità balistiche,realizzando una nuova rete dalla distanza  nel 3-0 con cui il Boca si impone in trasferta contro l’Huracán..
Il 28 febbraio 2022 viene messo fuori rosa  in seguito ad un vivace scontro verbale con l’allenatore Sebastian Battaglia.
Dal 1 Luglio sarà un nuovo giocatore del Racing Club .

### Nazionale
Con la Nazionale U-17 argentina ha preso parte al Campionato sudamericano di calcio Under-17 2017.
Successivamente ha giocato anche per la Nazionale Under-20 di cui è diventato capitano.

## Statistiche

### Presenze e reti nei club
Statistiche aggiornate al 2 aprile 2025.
| Stagione            | Squadra             | Campionato          | Campionato | Campionato | Coppe nazionali | Coppe nazionali | Coppe nazionali | Coppe continentali | Coppe continentali | Coppe continentali | Altre coppe | Altre coppe | Altre coppe | Totale | Totale | Totale |
| Stagione            | Squadra             | Comp                | Pres       | Reti       | Comp            | Pres            | Reti            | Comp               | Pres               | Reti               | Comp        | Pres        | Reti        | Pres   | Reti   |        |
| ------------------- | ------------------- | ------------------- | ---------- | ---------- | --------------- | --------------- | --------------- | ------------------ | ------------------ | ------------------ | ----------- | ----------- | ----------- | ------ | ------ | ------ |
| 2017-2018           | Boca Juniors        | PD                  | 3          | 0          | CA              | 1               | 0               | CL                 | 1                  | 0                  | SA          | -           | -           | 5      | 0      |        |
| 2018-2019           | Boca Juniors        | PD                  | 15         | 1          | CA+CdS          | 1+2             | 0               | CL                 | 5                  | 0                  | SA          | 0           | 0           | 23     | 1      |        |
| 2019-2020           | Boca Juniors        | PD                  | 6          | 1          | CA+CdS+CdL      | 1+0+0           | 0               | CL                 | 0                  | 0                  | -           | -           | -           | 7      | 1      |        |
| 2021                | Boca Juniors        | PD                  | 15         | 3          | CA+CdL          | 3+9             | 0               | CL                 | 5                  | 1                  | -           | -           | -           | 32     | 4      |        |
| 2022                | Boca Juniors        | PD                  | 0          | 0          | CA+CdL          | 0+2             | 0               | CL                 | -                  | -                  | TdC         | -           | -           | 2      | 0      |        |
| gen.-ago. 2023      | Boca Juniors        | PD                  | 0          | 0          | CA+CdL          | 0               | 0               | CL                 | -                  | -                  | SA+SI       | -           | -           | 0      | 0      |        |
| Totale Boca Juniors | Totale Boca Juniors | Totale Boca Juniors | 39         | 5          |                 | 19              | 0               |                    | 11                 | 1                  |             | 0           | 0           | 69     | 6      |        |
| ago.-dic. 2023      | Racing Club         | PD                  | -          | -          | CA+CdL          | 1+13            | 0               | CL                 | 2                  | 0                  | -           | -           | -           | 16     | 0      |        |
| 2024                | Racing Club         | PD                  | 19         | 2          | CA+CdL          | 1+11            | 0+1             | CS                 | 12                 | 2                  | -           | -           | -           | 43     | 5      |        |
| 2025                | Racing Club         | PD                  | 9          | 0          | CA              | 1               | 0               | CL                 | 1                  | 1                  | RS          | 1           | 0           | 12     | 1      |        |
| Totale Racing Club  | Totale Racing Club  | Totale Racing Club  | 28         | 2          |                 | 27              | 1               |                    | 15                 | 3                  |             | 1           | 0           | 71     | 6      |        |
| Totale carriera     | Totale carriera     | Totale carriera     | 67         | 7          |                 | 46              | 1               |                    | 26                 | 4                  |             | 1           | 0           | 140    | 12     |        |

## Palmarès

### Club

#### Competizioni nazionali
- Supercopa Argentina: 1

Boca Juniors: 2018
- Campionato argentino: 2

Boca Juniors: 2017-2018, 2019-2020
- Copa Argentina: 1

Boca Juniors: 2019-2020
- Copa de la Liga Profesional: 1

Boca Juniors: 2022

#### Competizioni internazionali
- Coppa Sudamericana: 1

Racing Club: 2024
- Recopa Sudamericana: 1

Racing Club: 2025